# Angewandte Kunst
Als angewandte Kunst bezeichnet man die Disziplinen der Kunst, die sich mit der Gestaltung von Alltagsgegenständen beschäftigen. Im Gegensatz zu den schönen Künsten steht bei ihnen die Anwendung im Vordergrund. Dem Gebrauchswert eines Gegenstandes wird ein Schönheitswert hinzugefügt. Zu den angewandten Künsten zählen u. a.:
- Architektur und Innenarchitektur
- Design / Gestaltung
  - Grafikdesign und Kommunikationsdesign
  - Produktdesign und Industriedesign
    - Automobildesign
    - Möbeldesign

  - Modedesign und Textildesign
  - Mediendesign
  - Lichtdesign
  - Farbdesign
- Kunstgewerbe
- Kunsthandwerk

## Museen für angewandte Kunst
- Bauhaus-Archiv, Berlin, Deutschland
- Kunstgewerbemuseum Berlin, Berlin, Deutschland
- Kunsthalle Bielefeld, Bielefeld, Deutschland
- Ungarisches Museum für Kunstgewerbe, Budapest, Ungarn
- Museum Angewandte Kunst, Frankfurt am Main, Deutschland
- Museum für Angewandte Kunst (MAK), Gera, Deutschland
- Museum für Kunst und Gewerbe, Hamburg, Deutschland
- Marta Herford, Herford, Deutschland
- Museum für Angewandte Kunst (MAKK), Köln, Deutschland
- Kunstmuseen Krefeld, Krefeld, Deutschland
- Grassi Museum für Angewandte Kunst, Leipzig, Deutschland
- Nordböhmisches Gewerbemuseum, Liberec, Tschechien
- Victoria and Albert Museum, London, Großbritannien
- Die Neue Sammlung, München und Nürnberg sowie Weiden in der Oberpfalz, Deutschland[2]
- Neues Museum Nürnberg, Nürnberg, Deutschland
- Uměleckoprůmyslové muzeum (UPM), Praha, Tschechien
- Powerhouse Museum, Sydney, Australien
- Museum für angewandte Kunst (MAK), Wien, Österreich